# هال روچ
هال روچ (به انگلیسی: Hal Roach) تهیه‌کننده بسیار پرکار سینما و تلویزیون آمریکا در دهه‌های ۱۹۱۰ تا ۱۹۹۰ بود. وی متولد ۱۴ ژانویه ۱۸۹۲ در المیرا، نیویورک بود.
از جمله مشهورترین فعالیت‌های وی تهیه‌کنندگی فیلم‌های لورل و هاردی از ۱۹۲۷ تا ۱۹۴۰ بود. همچنین از وی در سن ۹۲ سالگی در مراسم اسکار تقدیر شد.
هال روچ در دوم نوامبر ۱۹۹۲ کمی قبل از تولد یک صد و یک سالگی‌اش درگذشت.

## بخشی از فیلم‌شناسی
- دختر چهل‌تکه شهر آز (۱۹۱۴)
- خوشی موقت (۱۹۱۵)
- دلبر محشر (۱۹۱۵)
- دانشجوی روستایی تازه‌وارد (۱۹۱۵)
- چمدان‌برهای هتل باگ‌هاوس (۱۹۱۵)
- شوخی‌های عجیب و غریب بیماران (۱۹۱۵)
- یک دست‌وپاچلفتی در زمین گلف (۱۹۱۵)
- یک شلم‌شوربا به‌خاطر میزی (۱۹۱۵)
- لوک تنها، گانگستر خوش‌مشرب (۱۹۱۵)
- ترفند، شعر و لوطی‌های محل (۱۹۱۵)
- سرهم‌بندی مشکلات (۱۹۱۵)
- عصبی کردن آنان (۱۹۱۵)
- بسی پرافاده (۱۹۱۵)
- ویلی پارک را اداره می‌کند (۱۹۱۵)
- ورای خوش‌باورانه‌ترین امیدهایش (۱۹۱۵)
- پیت، شاگرد چاپلوس (۱۹۱۵)
- واقعاً دیوانه (۱۹۱۵)
- تصاویر لحظه‌ای رگتایم (۱۹۱۵)
- بازیگران مشتاق (۱۹۱۵)
- بدل لوک (۱۹۱۶)
- زندگی باشگاهی پرشتاب لوک (۱۹۱۶)
- خواب پراکنده لوک (۱۹۱۶)
- لوک پیروز می‌شود (۱۹۱۶)
- لوک و تروریست‌ها (۱۹۱۶)
- لوک و گردن‌کلفت‌های روستایی (۱۹۱۶)
- لوک بارها را کشان کشان می‌برد (۱۹۱۶)
- لوک، فراهم‌کننده بیمار (۱۹۱۶)
- لوک و اسب‌های مسابقه (۱۹۱۶)
- لوک تنها، سلطان سیرک (۱۹۱۶)
- لوک و دردسرهای رستوران (۱۹۱۶)
- لوک به تفرجگاه می‌رود (۱۹۱۶)
- لوک، راننده تاکسی  (۱۹۱۶)
- نابسامانی سینمایی لوک (۱۹۱۶)
- لوک، گلادیاتور  (۱۹۱۶)
- لوک، قناد شیاد (۱۹۱۶)
- لوک، فال‌بین (۱۹۱۶)
- آماده‌سازی‌های لوک برای آماده بودن (۱۹۱۶)
- لوک اموال چپاول‌شده را پیدا می‌کند (۱۹۱۶)
- لوک به نیروی دریایی می‌پیوندد (۱۹۱۶)
- کودک گمشده لوک (۱۹۱۶)
- اخبار جانانه لوک (۱۹۱۶)
- لوک، جعل‌کننده هویت (۱۹۱۶)
- خودروی قراضه و خطرناک لوک (۱۹۱۶)
- لوک نقشه تبه‌کار را خنثی می‌کند  (۱۹۱۶)
- لوک تنها غرق در تجمل است (۱۹۱۶)
- لوک و پریان دریا (۱۹۱۶)
- لوکِ تنها، به ادبیات روی می‌آورد (۱۹۱۶)
- لوک خوشگل‌ها را دید می‌زند (۱۹۱۶)
- آن روزهای خوش کودکی (۱۹۱۶)
- اختلاط اجتماعی لوک (۱۹۱۶)
- انتظار پرشستشوی لوک (۱۹۱۶)
- لوک با بی‌ملاحظگی رفتار می‌کند (۱۹۱۶)
- آتش‌بازی‌های ناکام لوک (۱۹۱۶)
- اسپیت‌بال سیدی(۱۹۱۷)
- دردسرهای لوک در تراموا (۱۹۱۷)
- لوک تنها، تعمیرکار خودرو (۱۹۱۷)
- آزادی از دست‌رفته لوک (۱۹۱۷)
- لوک تنها، لوله‌کش (۱۹۱۷)
- از یک قماش (۱۹۱۷)
- لوک تنها، پیک  (۱۹۱۷)
- عشق، خنده و هیجان (۱۹۱۷)
- خجالتی (۱۹۱۷)
- رینبو آیلند (۱۹۱۷)
- زندگی پر جنب‌وجوش لوک تنها (۱۹۱۷)
- در کنار امواج غم‌زده دریا (۱۹۱۷)
- حرکت کن (۱۹۱۷)
- ما هرگز نمی‌خوابیم (۱۹۱۷)
- لاس (۱۹۱۷)
- لوک تنها، بیمارانش را از دست می‌دهد (۱۹۱۷)
- ماه عسل لوک تنها (۱۹۱۷)
- روز پرمشغله لوک (۱۹۱۷)
- زنان سرکش لوک تنها (۱۹۱۷)
- لوک تنها در تین کن الی (۱۹۱۷)
- همه سرنشینان (۱۹۱۷)
- حکم، گشنیز است (۱۹۱۷)
- لوک تنها، وکیل مدافع (۱۹۱۷)
- لوک دل لیدی فیر را می‌رباید (۱۹۱۷)
- صبر کن! لوک! گوش کن! (۱۹۱۷)
- دو نفر در جنب و جوش (۱۹۱۸)
- با همرقص‌هایت سوئینگ برقص (۱۹۱۸)
- مشغله ذهنی (۱۹۱۸)
- چرا منو انتخاب کردی؟ (۱۹۱۸)
- غوغای آنان را بشنو (۱۹۱۸)
- هیچ‌چیز جز دردسر (۱۹۱۸)
- بیرون کردن میکروب‌ها از آلمان (۱۹۱۸)
- رِند شهری (۱۹۱۸)
- عروس و دلتنگی (۱۹۱۸)
- جایی در ترکیه (۱۹۱۸)
- خودشه (۱۹۱۸)
- یک عاشقانه اوزارک (۱۹۱۸)
- آیا کلاهبرداران دغل‌کار هستند؟ (۱۹۱۸)
- بگیرش، گردن‌کلفت! (۱۹۱۸)
- بخت خود را بیازما (۱۹۱۸)
- گاسی دو لول (۱۹۱۸)
- جوانک مهارنشدنی (۱۹۱۸)
- سبیل‌ها را تاب بده (۱۹۱۸)
- اخراج‌شده (۱۹۱۸)
- یک زندگی پرهیجان (۱۹۱۸)
- لطفاً دلپذیر باش (۱۹۱۸)
- سلام! (۱۹۱۸)
- خانم‌ها وارد می‌شوند (۱۹۱۸)
- دوباره بزنش (۱۹۱۸)
- آتش‌نشان فرزند مرا نجات بده (۱۹۱۸)
- یک عروسی بنزینی (۱۹۱۸)
- در حال پرسه (۱۹۱۸)
- اطلاع محرمانه (۱۹۱۸)
- مظلوم و بی‌آزار (۱۹۱۸)
- بیا بریم (۱۹۱۸)
- او ندارد مرا دوست (۱۹۱۸)
- همرنگ جماعت شو (۱۹۱۸)
- هیچ‌کجا مثل زندان نیست (۱۹۱۸)
- ردیف بعدی (۱۹۱۹)
- باقی پولت را بشمار (۱۹۱۹)
- یک ماه عسل پرجنب‌وجوش (۱۹۱۹)
- کفش‌هاتو دربیار (۱۹۱۹)
- فقط همسایه و بس (۱۹۱۹)
- پول کاغذی (۱۹۱۹)
- جناب آقای بیلی بلیزس (۱۹۱۹)
- تپانچه‌هایی برای صبحانه (۱۹۱۹)
- تنها پدرش (۱۹۱۹)
- چاپ سویی اند کو (۱۹۱۹)
- شاهزاده (۱۹۱۹)
- حکمران و پیروانش (۱۹۱۹)
- بله، آقا (۱۹۱۹)
- دزد را بزن (۱۹۱۹)
- ماراتن (۱۹۱۹)
- تحت تعقیب – ۵٬۰۰۰ دلار (۱۹۱۹)
- پیش از صبحانه (۱۹۱۹)
- دارم میام (۱۹۱۹)
- آقای جاز جوان (۱۹۱۹)
- در سالن نمایش قدیمی (۱۹۱۹)
- بیرون تراموا (۱۹۱۹)
- یک سرباز وظیفه در سیبری (۱۹۱۹)
- رئیس بزرگ سرخپوستان (۱۹۱۹)
- هوت مون! (۱۹۱۹)
- پرده را بالا بزن (۱۹۱۹)
- همسرم باش (۱۹۱۹)
- از پدر بپرس (۱۹۱۹)
- رأی‌ها را بشمارید (۱۹۱۹)
- هرگز به من دست نزد (۱۹۱۹)
- بازگشت به جنگل (۱۹۱۹)
- مراقب باشید، داریم می‌افتیم (۱۹۱۹)
- دیگر موجود نیست! (۱۹۱۹)
- زنت رو دوست داری؟ (۱۹۱۹)
- تازه‌وارد (۱۹۱۹)
- در آتش (۱۹۱۹)
- هل نده (۱۹۱۹)
- بچه‌های ناخدا کید (۱۹۱۹)
- بی‌عرضه وظیفه‌شناس (۱۹۱۹)
- دردسر برادوی (۱۹۱۹)
- تقلا برای سلامتی (۱۹۱۹)
- ارتفاع و سرگیجه (۱۹۲۰)
- یک وسترن شرقی (۱۹۲۰)
- ارواح جن‌زده (۱۹۲۰)
- شماره تلفن، لطفاً؟ (۱۹۲۰)
- پیاده شو و درستش کن (۱۹۲۰)
- جناب اعلیحضرت حقه‌باز (۱۹۲۰)
- یا همین حالا یا هیچ‌وقت (۱۹۲۱)
- مردی که دریانورد شد (۱۹۲۱)
- در میان حاضران (۱۹۲۱)
- قبول می‌کنم (۱۹۲۱)
- پسر مامان‌بزرگ (۱۹۲۲)
- دارودسته ما (۱۹۲۲)
- آتش‌نشانان (۱۹۲۲)
- تلفات جنگ! (۱۹۲۳)
- گاز و هوا (۱۹۲۳)
- مردی گرداگرد شهر (۱۹۲۳)
- بال‌های سپید (۱۹۲۳)
- بردار و بیل بزن (۱۹۲۳)
- جویندگان طلا (۱۹۲۳)
- بکش یا شفا بده (۱۹۲۳)
- حقیقت تمام و کمال (۱۹۲۳)
- خشن‌ترین چهره آفریقا (۱۹۲۳)
- کشتی را نجات بده (۱۹۲۳)
- پرتقال و لیمو (۱۹۲۳)
- سفارش‌های مختصر (۱۹۲۳)
- شادی مادر (۱۹۲۳)
- صفیر ظهر (۱۹۲۳)
- تحت لوای مستی (۱۹۲۳)
- ماسه‌های سوزان (۱۹۲۳)
- دل‌های منجمد (۱۹۲۳)
- آوای وحش (۱۹۲۳)
- ایمنی آخر از همه! (۱۹۲۳)
- هزینهٔ پست (۱۹۲۴)
- فضاهای کاملاً باز (۱۹۲۴)
- روپرت اهل هی ها (۱۹۲۴)
- نزدیک دوبلین (۱۹۲۴)
- زب در مقابل پاپریکا (۱۹۲۴)
- داداش‌های زیر چانه‌ای (۱۹۲۴)
- اسمیتی (۱۹۲۴)
- زندگی ناگوار نیست؟ (۱۹۲۵)
- آره، آره، نانت (۱۹۲۵)
- بابای ناآرام (۱۹۲۵)
- اینو به بچه‌ها بگو (۱۹۲۶)
- رام‌کنندگان زن (۱۹۲۶)
- رقاص‌های پنج سنتی (۱۹۲۶)
- مطابق سن خود رفتار کن (۱۹۲۶)
- مجنون چون روباه (۱۹۲۶)
- خبر مهم و جالب (۱۹۲۶)
- کار دنیا به کجا رسیده؟ (۱۹۲۶)
- باباهای سرگردان (۱۹۲۶)
- زن جوان بگیر (۱۹۲۶)
- کک‌های جنجال‌آفرین (۱۹۲۶)
- رَگِـدی رُز (۱۹۲۶)
- ماشین قراضه پادشاه به سلامت (۱۹۲۶)
- آیا لازم است مردان پیاده به منزل بروند؟ (۱۹۲۷)
- دلیل علاقه دخترها به ملوانان (۱۹۲۷)
- متأهل یک‌ساعته (۱۹۲۷)
- دل‌های لرزان (۱۹۲۷)
- همسران خیانتکار (۱۹۲۷)
- آقای باگز محترم (۱۹۲۷)
- چرا دخترها جواب رد می‌دهند (۱۹۲۷)
- جهانگردی (۱۹۲۷)
- ملوانان، مراقب باشید! (۱۹۲۷)
- سگم را دوست دارم (۱۹۲۷)
- حالا یکی هم من بگم (۱۹۲۷)
- عاشقی کن و اشک بریز (۱۹۲۷)
- عاشق‌شان باش و سیرشان کن (۱۹۲۷)
- با عشق و نارضایتی (۱۹۲۷)
- دست مریزاد (۱۹۲۷)
- نامه‌های عاشقانهٔ ایو (۱۹۲۷)
- از پنجره پریدیم پائین (۱۹۲۸)
- دو ملوان (۱۹۲۸)
- ولشون کن بخندن (۱۹۲۸)
- از صفر تا صد (۱۹۲۸)
- دقیقاً درست می‌گی (۱۹۲۸)
- لحظه سرنوشت‌ساز (۱۹۲۸)
- دستکاری نهایی (۱۹۲۸)
- شرکت بارنوم و رینگلینگ (۱۹۲۸)
- آیا لازم است مردان بلندقد ازدواج کنند؟ (۱۹۲۸)
- آیا مردان متأهل باید به خانه بروند؟ (۱۹۲۸)
- ما عادت نداریم (۱۹۲۹)
- جای خواب (۱۹۲۹)
- اونها ترکوندن (۱۹۲۹)
- زندان (۱۹۲۹)
- مأموران دریافت قسط (۱۹۲۹)
- عشق بز (۱۹۲۹)
- مردان نبرد (۱۹۲۹)
- روز عالی (۱۹۲۹)
- بداخلاق‌ها (۱۹۳۰)
- لفینگ گریوی (۱۹۳۱)
- ما را ببخشید (۱۹۳۱)
- زن ما (۱۹۳۱)
- پیامدهای کارهای گذشته (۱۹۳۱)
- همدست (۱۹۳۲)
- اولین اشتباه آن‌ها (۱۹۳۲)
- بندرگاه قدیمی! (۱۹۳۲)
- زحمت را کم کن (۱۹۳۲)
- زود گمشید بیرون! (۱۹۳۲)
- دردسرهای ماهیگیری (۱۹۳۲)
- حریره و شیر (۱۹۳۳)
- من و رفیقم (۱۹۳۳)
- پسران صحرا (۱۹۳۳)
- دوتا دوتا (۱۹۳۳)
- برادر شیطان (۱۹۳۳)
- کوهستان (۱۹۳۴)
- غلیظ‌تر از آب (۱۹۳۵)
- بانی اسکاتلند (۱۹۳۵)
- ترمیم‌کنندگان زناشویی (۱۹۳۵)
- در مسیر اشتباه (۱۹۳۶)
- ژنرال اسپنکی (۱۹۳۶)
- روابط ما (۱۹۳۶)
- دختر کولی (۱۹۳۶)
- ستاره‌ای انتخاب کن (۱۹۳۷)
- خانم سوئیسی (۱۹۳۸)
- دختر خانه‌دار (۱۹۳۹)
- آبشار نیاگارا (۱۹۴۱)
- بجنبید سربازها! (۱۹۴۳)